# Нордбрук
Нордбрук (нід. Noordbroek) — село в нідерландській провінції Гронінген. Входить до муніципалітету Мідден-Гронінген.
Його площа становить 25,70км², а населення станом на 2021 рік складало 1 880 осіб.
Перша згадка про населений пункт датується 1273 роком.
До 1965 року мало статус окремого муніципалітету.

## Галерея

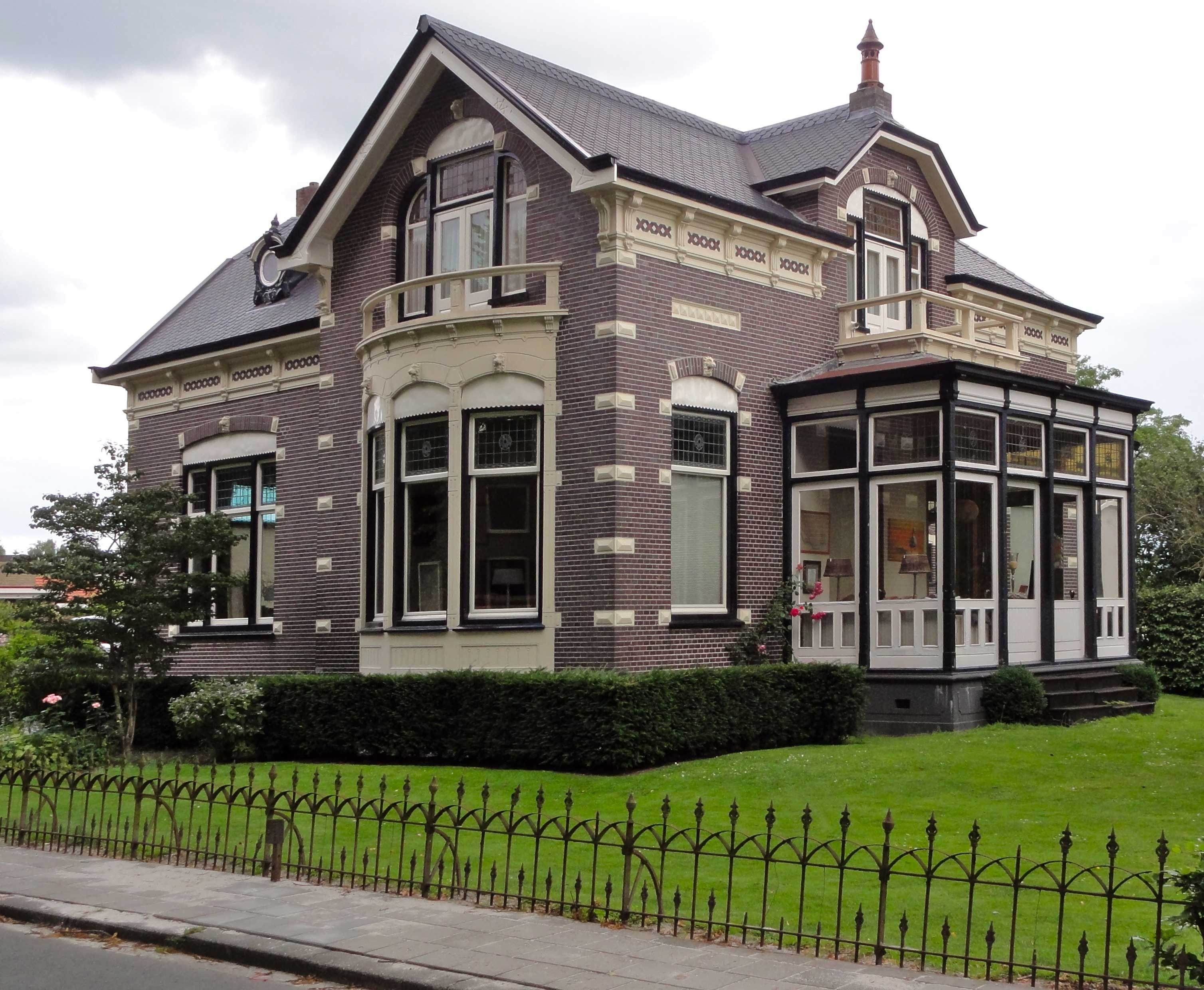
Вілла у селі
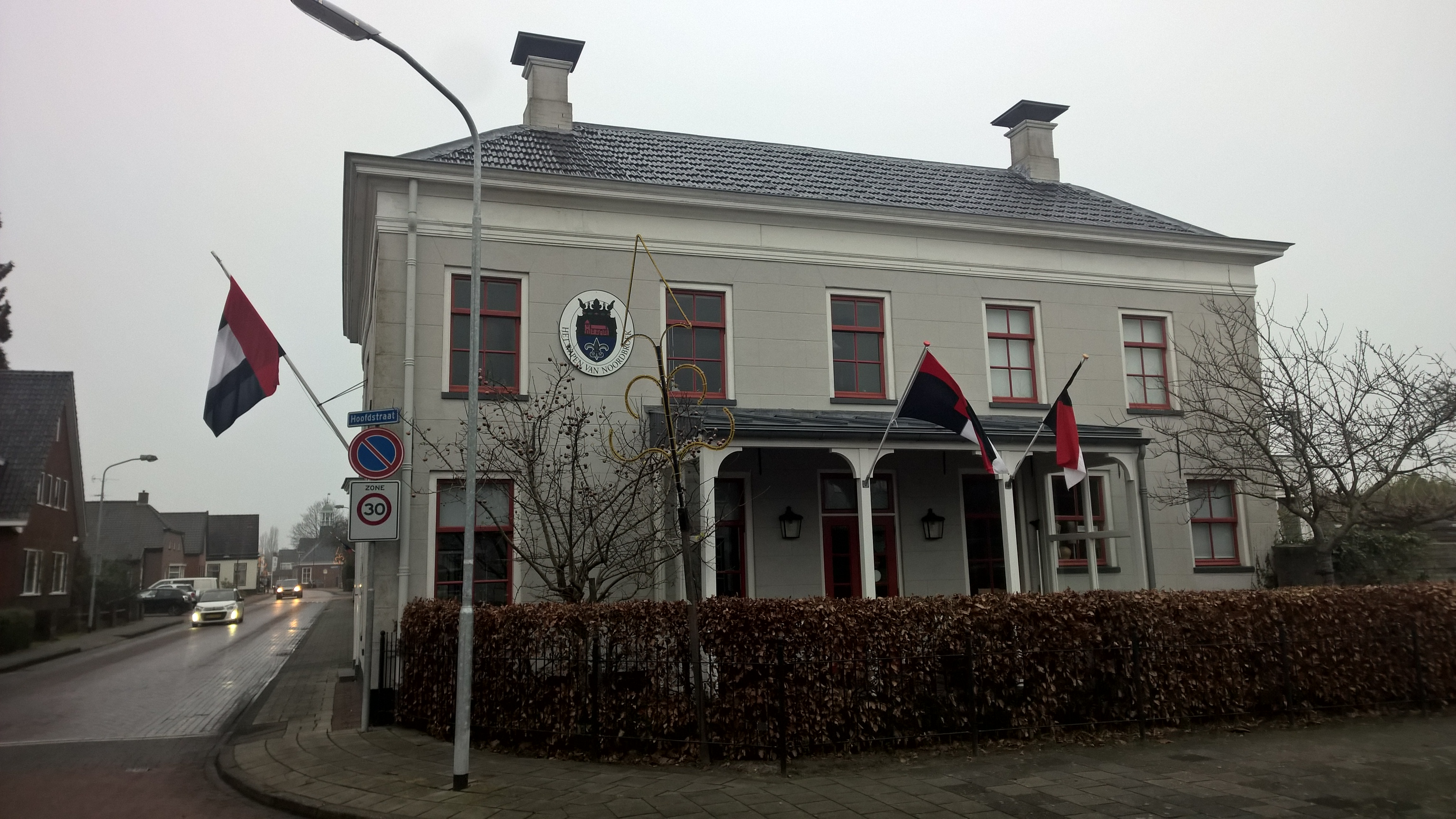
Будівля колишньої мерії, згодом — готель
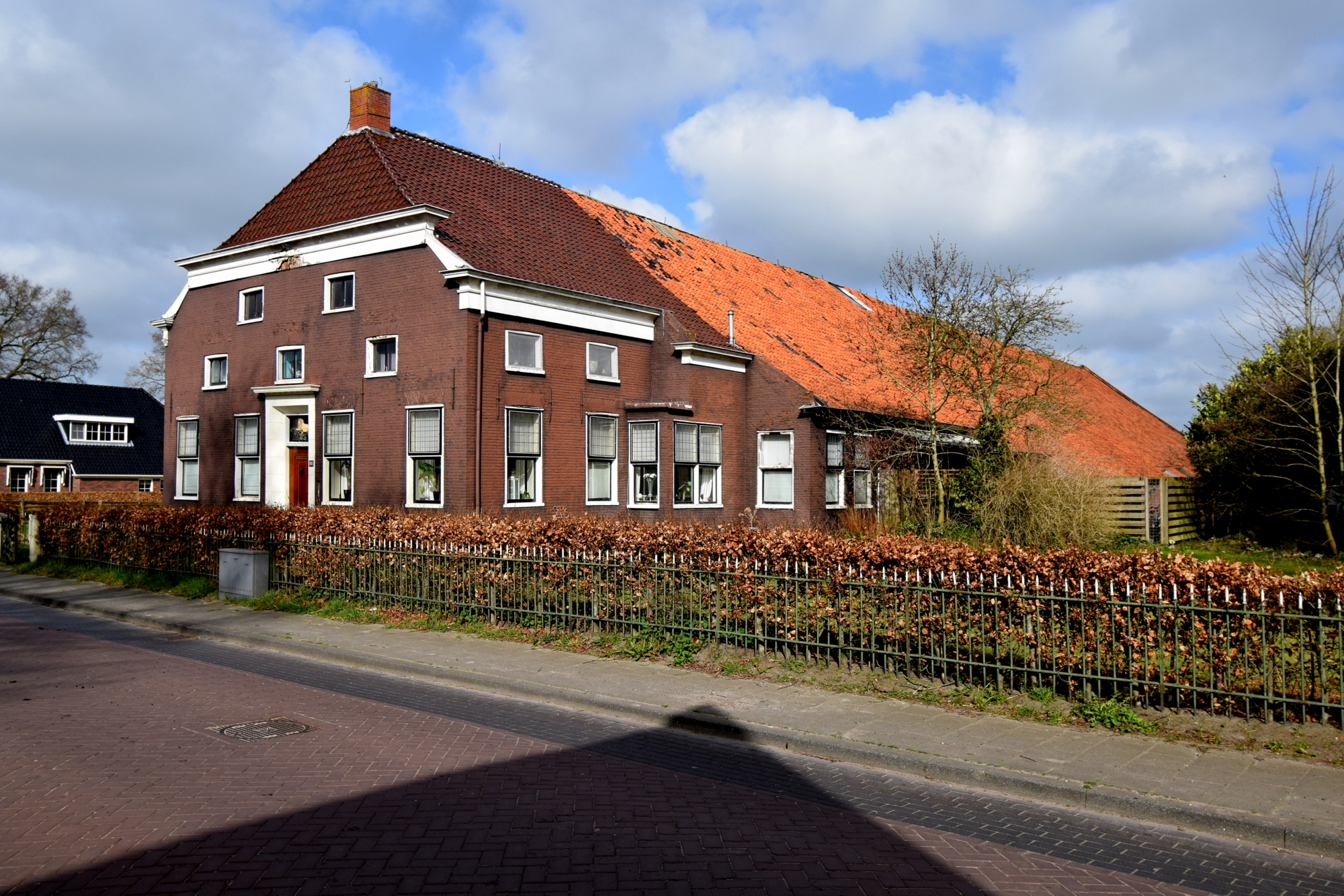
Ферма у селі
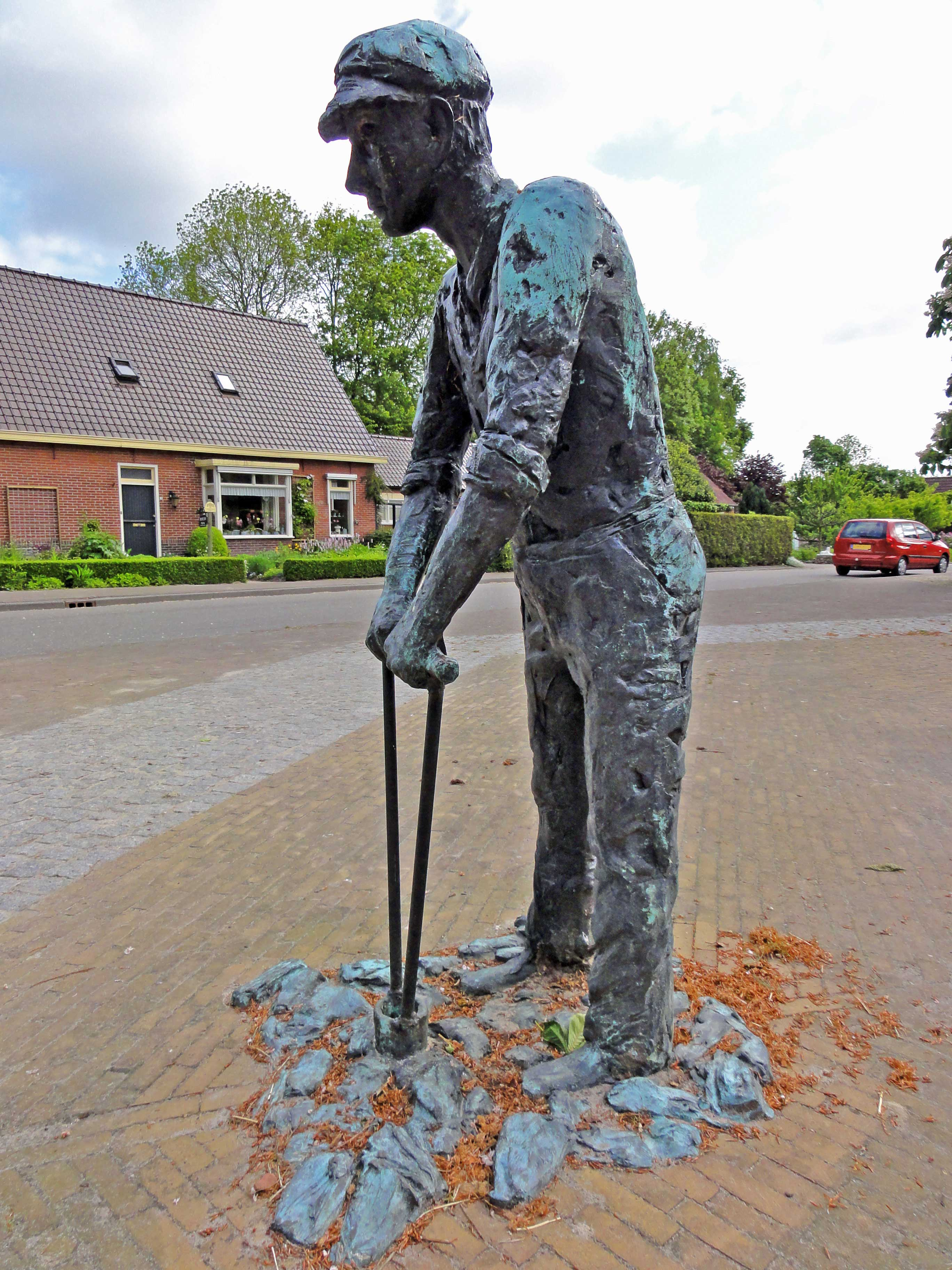
Статуя фермера